# Custodie comună fizică
Custodia comună fizică sau parentingul comun ('la garde partagée în franceză ; shared custody ori joint physical custody în engleză) este o variantă a custodiei comune în care perioadele în care minorul este găzduit și îngrijit de către fiecare dintre părinți sunt împărțite relativ egal între aceștia. Un aranjament custodial este considerat a fi de tip custodie fizică atunci când un copil petrece cu fiecare dinte cei doi părinți cel puțin 35-40% din nopțile anului. Altfel spus custodia comună fizică permite minorului să locuiască cu fiecare părinte aproximativ jumătate din timpul unui an calendaristic. Pentru implementarea sa se pun la punct planuri parentale care să detalieze perioadele în care fiecare dintre cei doi părinți se va ocupa de îngrijirea și găzduirea copiilor. În acest tip de custodie ambii părinți sunt părinți custodieni și de asemenea părinți rezidenți. Pentru a distinge între cei doi, în țările în care acest tip de custodie este în vigoare se folosește noțiunea de părinte rezident primar. Modul sub care custodia comună fizică mai este citată în literatura de specialitate este sub numele de locuință alternantă a minorului. Custodia comună fizică este permisă de legislația românească în măsura în care părinții se înțeleg cu privire la acest aspect, decizând ca locuința minorului să fie la ambii părinți, în bază alternantă. În acest tip de custodie ambii părinți sunt în același timp părinți custodieni și părinți rezidenți.

## Tipuri de planuri parentale
- Cel mai frecvent plan parental este acela în care minorii locuiesc alternativ într-o săptămână la domiciliul mamei și în cealaltă săptămână la domiciliul tatălui. Un studiu realizat în Franța în anul 2013 arată că peste 86% dintre familiile care au decis reședința alternantă a copiilor au ales ca alternanța să se întâmple săptămânal.[11]
- Vacanțele sunt de asemenea alternate de la un an la altul, de exemplu minorul petrece în anii pari vacanța de Paște cu tatăl iar în anii impari petrece aceeași vacanță cu mama, etc.
- Cele mai multe state din SUA și Europa permit părinților să determine singuri care este cel mai bun plan parental care se potrivește situației lor prin metoda medierii. Apoi aceste planuri parentale sunt verificate și aprobate de către instanțe. În cazul în care părinții nu se înțeleg cu privire la planul parental instanța va propune un plan parental.

## Implementarea custodiei comune fizice în țările din vestul Europei și în SUA
Custodia comună fizică este permisă în multe state din SUA, în Canada, în Australia precum și în multe țări europene, ca de pildă Suedia și Franța. Majoritatea țărilor acceptă un astfel de aranjament de tip custodie comună fizică în condițiile în care părinții ajung la o înțelegere în acest sens. Totuși nu toate permit instanțelor de judecată să impună un astfel de aranjament atunci când unul dintre părinți se opune. Dintre țările europene în care un astfel de aranjament poate fi impus de către instanțe enumerăm: Suedia , Norvegia , Finlanda , Elveția și Franța. Dintre statele SUA, California , Alaska, Arizona, Colorado, Florida, Illinois, Indiana, Iowa, Massachusetts, Michigan, Minnesota, Mississippi, Missouri, Montana, Nebraska, New Jersey, Ohio, Oklahoma, South Dakota, Utah, and Wisconsin.. De asemenea astfel de sentințe pot fi ordonate de către judecător în Quebec
| “                              | Domiciliul copilului poate fi stabilit la ambii părinți sau doar la unul dintre ei. La cererea unuia dintre părinți sau dacă părinții nu se înțeleg, instanța poate stabili provizoriu, pentru o perioadă determinată, domiciliul copilului la ambii părinți, urmând ca la finalul acestei perioade instanța să se pronunțe definitiv dacă domiciliul copilului va fi stabilit la unul dintre părinți sau la ambii părinți. | ” |
| — Codul Civil Francez, 373-2-9 | |   |

### Frecvența aranjamentelor de tip custodie comună fizică
Custodia comună tinde să devină din ce în ce mai frecventă. În Franța atinge 16-20% din cazuri . Conform unui raport al Ministerului de Justiție din Franța, din cele 6042 sentințe analizate, în 71% dintre situații judecătorul a decis locuință unică la mamă, în 17% din cazuri a decis locuință alternantă iar în 12% din cazuri a decis locuință unică la tată . Îm Quebec procentul de aranjamente de tip custodie comună fizică era de 19,7% în anul 2008. În Danemarca procentul copiilor care locuiesc în aranjamnete de tip locuință alternantă (minim 33% cu fiecare dintre cei doi părinți) depășește 50%. Procente mai mari sunt atinse în Belgia sau Suedia (30%). Anumite surse afirmă că procentul de aranajamente de tip custodie comună fizică ar atinge 11% în Anglia.

## Când este posibil un aranjament de tip reședință alternantă (custodie comună fizică)
O condiție prealabilă pentru o soluție efectivă este aceea ca părinții să fie capabili să evite conflictul. De asemenea, este important ca ei să locuiască aproape unul de altul pentru ca minorul să poată frecventa aceeași școală și să-și păstreze aceiași prieteni chiar și atunci când locul de locuință se schimbă. Părinții trebuie să fie foarte flexibili și atenți la dorințele copilului. Studiile și experimentele din psihiatria copilului au arătat, de asemenea că, în situația în care părinții nu pot colabora sau dacă există conflicte puternice între ei, există riscul ca acest lucru să afecteze condițiile în care se poate stabili locuința alternantă. Această formă de trai devine apoi o sursă continuă de conflict, care afectează în mod negativ copilul. Comisia a fost de părere că, în cazul în care unul dintre părinți se face vinovat de violență sau de alte tratamente degradante la adresa unui alt membru al familiei, atunci nu ar trebui luate în calcul nici custodia comună și nici locuința alternantă.

## Beneficiile și limitările unui aranjament de tip custodie comună fizică
În ultimii ani, în Suedia, deși într-o manieră limitată, a existat o monitorizare a reședinței alternante a copiilor. În 2000, National Board of Health and Welfare (Consiliul național al sănătății și bunăstării) a realizat un studiu. Scopul acestuia era de a vedea cum este pusă în practică locuința alternantă, avantajele și dezavantajele ei și cum erau influențați copiii de acest tip de locuință. Rezultatele studiului au indicat că părinții care optaseră pentru locuința alternantă erau mulțumiți de acest mod de organizare al vieții de după separare. Copiii care au experimentat acest tip de locuința s-au declarat mulțumiți de faptul că li s-a oferit ocazia de a dezvolta o relație apropiată și de calitate cu ambii părinți. Totuși, ei au subliniat faptul că uneori se dovedește a fi stresant să nu aibă un loc a lor, stabil. Unii dintre copii și-au exprimat dorința ca aceste aranjamente privind locuința să fie modificate din când în când, dar au afirmat că le era teamă să abordeze acest aspect în discuția cu părinții lor.

## Hotărâri cu titlu de exemplu
1. Mediere la Oradea, urmată de decizia judecătorească[nefuncțională]
 (data: 2010.02.01) -- aranjament de tip custodie comună legală
2. Mediere în București urmată de tranzacție prin notariat[nefuncțională]
 (data: 2011.09.30) Decizia civilă nr. 745A/2011 din 03.10.2011 -custodie comună fizică

Alte sentințe cu aranjament de tip custodie comună[nefuncțională]